# والتر أرنسيبيا رودريغيز
والتر أرنسيبيا رودريغيز Walter Arencibia Rodríguez لاعب شطرنج كوبي يحمل لقب أستاذ كبير.
- ولد في 21 يوليو 1967.
- تعلم الشطرنج في سن الثامنة وفاز بالعديد من الدورات.
- فاز ببطولة العالم للشطرنج للشباب عام 1986. مما جعله يحصل على لقب أستاذ دولي.
- فاز عام 1986 ببطولة بان أمريكا للشطرنج للشباب.
- حصل على أستاذ كبير عام 1990.
- فاز ببطولة كوبا للشطرنج للشباب عام 1985.
- فاز ببطولة كندا المفتوحة للشطرنج عامي 2006 و2011.
- مثل كندا تسعة مرات في أولمبيادات الشطرنج من عامي 1986 إلى 2006.

- المصدر – ترجمة عن ويكيبيديا الإنجليزية.

## وصلات خارجية
- والتر أرنسيبيا رودريغيز على موقع الاتحاد الدولي للشطرنج (الإنجليزية)
- والتر أرنسيبيا رودريغيز على موقع مباريات الشطرنج (الإنجليزية)
- والتر أرنسيبيا رودريغيز على موقع 365Chess.com (الإنجليزية)
- والتر أرنسيبيا رودريغيز على موقع Chesstempo.com (الإنجليزية)
- والتر أرنسيبيا رودريغيز سجل أولمبياد الشطرنج على موقع OlimpBase.org (الإنجليزية)